# 利利維爾 (伊利諾伊州)
利利維爾（英語：Lillyville）是位於美國伊利諾伊州坎伯蘭縣的一個非建制地區。該地的面積和人口皆未知。

## 地理
利利維爾的座標為39°11′23″N 88°27′07″W / 39.18972°N 88.45194°W，而該地的平均海拔高度為182米（即597英尺）。